# Grönlandhund
Der Grönlandhund (grönländisch Kalaallit Qimmiat) ist eine von der FCI anerkannte Hunderasse aus Grönland (Gr. 5, Sek. 1, Standard-Nummer 274), die zu den Polarhunden zählt. Er ist ein sehr kräftiger und ausdauernder Polarspitz.

## Herkunft und Geschichtliches
Der Grönlandhund gehört zu den ältesten Hunderassen. Für die Inuit war er überlebenswichtig und wurde schon immer als Transport- und Jagdhund, aber auch als Fleischreserve für schlechte Zeiten verwendet. Die Zuchtwahl erfolgte aus diesem Grunde hauptsächlich aufgrund von Eigenschaften wie Kraft, Robustheit, Zähigkeit und Ausdauer. Auch wurde ein attraktives äußeres Erscheinungsbild angestrebt. Um eine Vermischung mit schwächeren Rassen zu vermeiden, trennt der Hundeäquator in Westgrönland die Haltungsgebiete des  Grönlandhundes streng von denen anderer Haushunde.
Zudem wurden die Grönlandhunde später in vielen Expeditionen von westlichen Polarforschern eingesetzt, wie etwa Robert Edwin Peary oder Roald Amundsen, die durch die Inuit schnell ihre Vorteile in polaren Regionen erkannten.

## Beschreibung

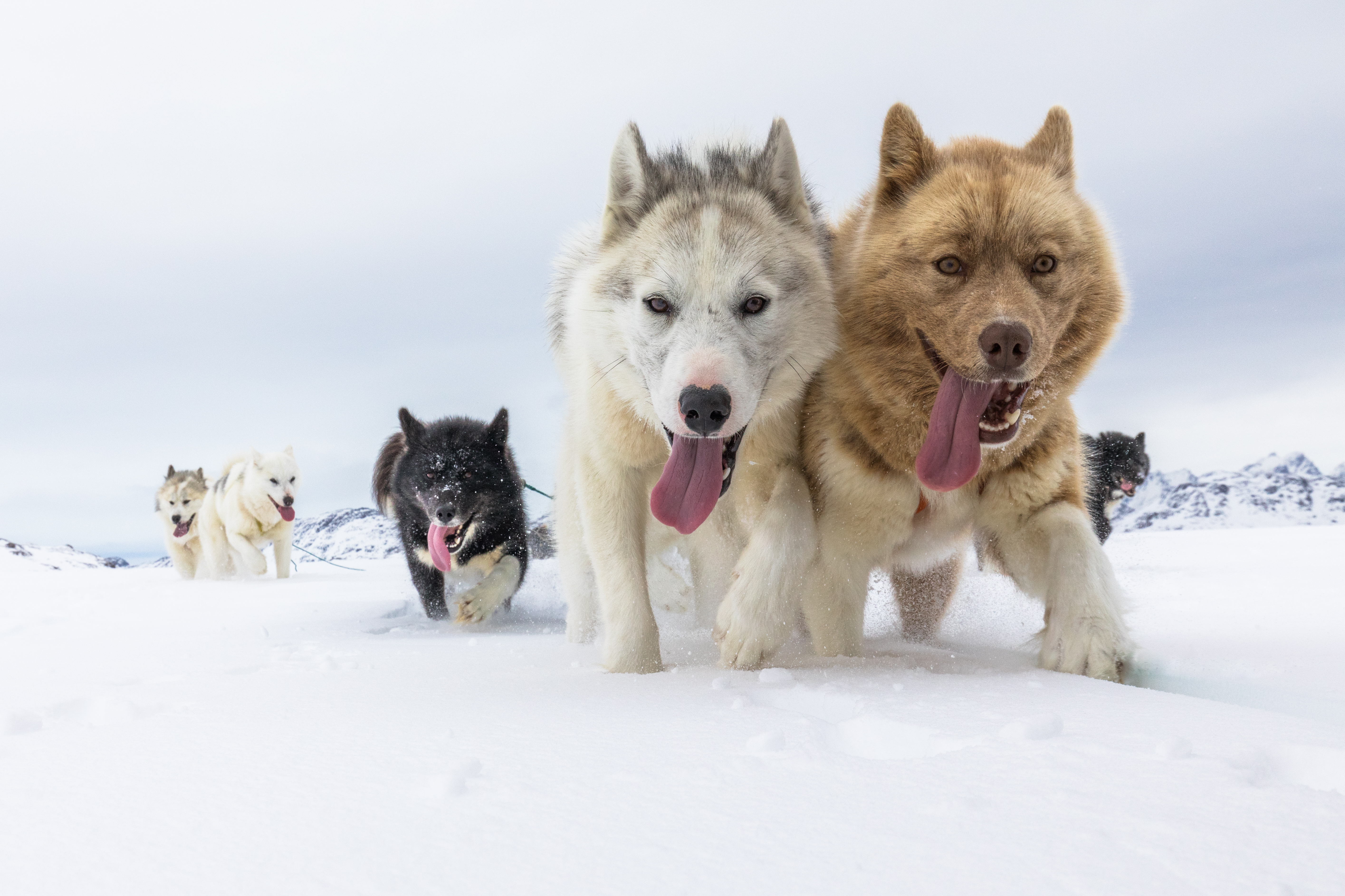
Grönlandhunde ziehen einen Hundeschlitten in Kulusuk, Grönland.

Der über 60 cm große Schlittenhund hat ein doppeltes Haarkleid: dichte und weiche Unterwolle sowie ein dichtes, glattes und harsches Deckhaar ohne Locken oder Wellen in allen Farben, sowohl einfarbig als auch mehrfarbig.
Die Ohren sind klein, dreieckig, an den Spitzen abgerundet und werden stramm aufrecht getragen. Die Rute ist hoch angesetzt, dick und buschig. Sie wird bogenförmig gekrümmt oder leicht eingerollt über dem Rücken getragen.